# Pec pod Sněžkou
Pec pod Sněžkou é uma cidade checa localizada na região de Hradec Králové, distrito de Trutnov‎.